# Gillian Benoy
Pas d'image ? Cliquez ici

a Compétitions nationales et continentales officielles uniquement.

b Matchs officiels uniquement.
Dernière mise à jour le 20/10/2023.
Gillian Benoy est un joueur international belge de rugby à XV évoluant au poste de deuxième ligne. 

## Biographie
Gillian Benoy commence le rugby à l'âge de 17 ans, au sein du Antwerp RC. Il est ensuite sélectionné avec l'équipe de Belgique de rugby à sept pour les Seven's Grand Prix Series en 2014 et 2015. Pour la saison 2015-2016, il rejoint le club de Dendermonde RC, avec lequel il est sacré champion de Belgique et remporte la Coupe de Belgique. C'est lors de cette même saison qu'il fait ses débuts en équipe de Belgique de rugby à XV, étant convoqué pour jouer contre les Pays-Bas. Avec Dendermonde, il va conserver son titre de champion de Belgique en 2017 et 2018.
Après son troisième titre, il part vivre une première expérience professionnelle à l'étranger. Il rejoint ainsi Cambridge RUFC (en), coaché par Richie Williams, qui l'avait connu à Antwerp. Il quitte l'Angleterre et la National League 1 pour rejoindre la France, et plus précisément le club de RC Suresnes en Fédérale 1 puis Nationale. 
Après deux saisons à Suresnes, il rejoint l'AS Béziers en Pro D2. Il est décrit par Pierre Caillet, manager de Béziers, comme étant « un deuxième ligne moderne : disponible dans le jeu, efficace dans les zones de combat ainsi qu’une très bonne capacité dans le secteur aérien ».

## Palmarès
- Championnat de Belgique de rugby à XV 2015-2016
- Coupe de Belgique de rugby à XV 2016
- ENC 1B 2014-2016
- Championnat de Belgique de rugby à XV 2016-2017
- Championnat de Belgique de rugby à XV 2017-2018

## Statistiques

### En sélection
| Année | Compétition        | Matchs | Points | Essais | Transf. | Drops | Pénal. |
| ----- | ------------------ | ------ | ------ | ------ | ------- | ----- | ------ |
| 2016  | ENC 1B 2014-2016   | 3      | 5      | 1      | -       | -     | -      |
| 2016  | Test match         | 1      | -      | -      | -       | -     | -      |
| 2017  | REC 2017           | 5      | -      | -      | -       | -     | -      |
| 2017  | REC 2017 (barrage) | 1      | 5      | 1      | -       | -     | -      |
| 2017  | Test match         | 1      | -      | -      | -       | -     | -      |
| 2018  | REC 2018           | 3      | -      | -      | -       | -     | -      |
| 2019  | REC 2019           | 5      | 5      | 1      | -       | -     | -      |
| 2019  | Test match         | 1      | 5      | 1      | -       | -     | -      |
| 2020  | REC 2020           | 4      | -      | -      | -       | -     | -      |
| Total | Total              | 24     | 20     | 4      | -       | -     | -      |

| Essai | Adversaire | Lieu                                     | Compétition        | Date             | Résultat | Score |
| ----- | ---------- | ---------------------------------------- | ------------------ | ---------------- | -------- | ----- |
| 1     | Moldavie   | Stade Dinamo (en), Chișinău              | ENC 1B 2014-2016   | 12 mars 2016     | Victoire | 9-10  |
| 1     | Portugal   | Petit Heysel, Bruxelles                  | REC 2017 (barrage) | 20 mai 2017      | Victoire | 29-18 |
| 1     | Allemagne  | Petit Heysel, Bruxelles                  | REC 2019           | 9 février 2019   | Victoire | 29-22 |
| 1     | Hong Kong  | Centre sportif Nelson Mandela, Bruxelles | Test               | 16 novembre 2020 | Défaite  | 17-36 |